# Booty Luv
Booty Luv é uma dupla britânica de música eletrônica formada em 2006 por Nadia Shepherd, e Cherise Roberts, que também integram o grupo de hip pop Big Brovaz. Até à atualidade, lançaram um álbum de estúdio certificado como BPI Prata e se tornaram um dos vinte e cinco maiores sucessos do Reino Unido. Elas também alcançaram sucesso internacional, realizando turnês na Irlanda, Polônia, Holanda, e Alemanha. Seu primeiro single, "Boogie 2nite", vendeu 200 mil exemplares, alcançou a posição número 2 e permaneceu 8 semanas no topo das paradas do Reino Unido.
No final de 2011, após um hiato de dois anos, o duo anunciou que havia mudado seu nome para "Cherise & Nadia" e fez uma turnê na Austrália para promover o material de seu álbum de estreia. Em outubro de 2011, a dupla lançou seu primeiro single promocional, "This Night". Em novembro de 2012, a dupla voltou a usar seu antigo nome, Booty Luv, e anunciou o lançamento de seu single de retorno, "Black Widow", em 3 de fevereiro de 2013.
Embora planos para o lançamento de um segundo álbum estivesse previsto para o final de 2013, o mesmo acabou nunca sendo produzido. Posteriormente, as integrantes deram continuidade em seu trabalho paralelo no Big Brovaz onde também realizam suas apresentações, enquanto também mantiveram suas apresentações no Booty Luv.

## Discografia

### Álbuns de estúdio
| Título       | Detalhes sobre o álbum                                                                       | Posições nas paradas de pico |
| Título       | Detalhes sobre o álbum                                                                       | UK                           |
| ------------ | -------------------------------------------------------------------------------------------- | ---------------------------- |
| Boogie 2nite | - Lançado em: 17 de setembro de 2007 - Gravadora: Hed Kandi - Formatos: CD, download digital | 11                           |

### Singles

#### Como artista principal
| Ano  | Título                   | Posições nas paradas de pico | Posições nas paradas de pico | Posições nas paradas de pico | Posições nas paradas de pico | Posições nas paradas de pico | Posições nas paradas de pico | Álbum        |
| Ano  | Título                   | UK                           | BEL (Vl)                     | FIN                          | GER                          | IRE                          | NL                           | Álbum        |
| ---- | ------------------------ | ---------------------------- | ---------------------------- | ---------------------------- | ---------------------------- | ---------------------------- | ---------------------------- | ------------ |
| 2006 | "Boogie 2nite"           | 2                            | 38                           | 8                            | 76                           | 22                           | 13                           | Boogie 2Nite |
| 2007 | "Shine"                  | 10                           | 54                           | 6                            | —                            | 28                           | 19                           | Boogie 2Nite |
| 2007 | "Don't Mess with My Man" | 11                           | —                            | 9                            | —                            | 26                           | 31                           | Boogie 2Nite |
| 2007 | "Some Kinda Rush"        | 19                           | —                            | —                            | —                            | 47                           | 26                           | Boogie 2Nite |
| 2008 | "Dance Dance"            | —                            | —                            | —                            | —                            | —                            | 30                           | Boogie 2Nite |
| 2009 | "Say It"                 | 16                           | —                            | —                            | —                            | —                            | —                            | por anunciar |
| 2013 | "Black Widow"            | —                            | —                            | —                            | —                            | —                            | —                            | por anunciar |

### Singles promocionais
| Ano  | Título       | Álbum        |
| ---- | ------------ | ------------ |
| 2011 | "This Night" | por anunciar |

### Videoclipes
| Ano  | Título                   | Diretor(s)    |
| ---- | ------------------------ | ------------- |
| 2006 | "Boogie 2Nite"           | Jonny Mourgue |
| 2007 | "Shine"                  |               |
| 2007 | "Don't Mess with My Man" |               |
| 2007 | "Some Kinda Rush"        |               |
| 2009 | "Say It"                 | Emile Nava    |
| 2011 | "This Night"             | Moonrunners   |
| 2012 | "Black Widow"            | por anunciar  |